# Леопольд Австрійський (1823–1898)
Ерцгерцог Леопольд Людвіг Марія Франц Юліус Еусторгіус Ґерхард Австрійський (нім. Leopold Ludwig Maria Franz Julius Eustorgius Gerhard von Österreich), ( 6 червня 1823 —  24 травня 1898) — ерцгерцог Австрійський з династії Габсбургів, син віцекороля Ломбардо-Венеційського королівства Райнера Йозефа Австрійського та принцеси Савойської-Кариньяно Єлизавети. Фельдмаршал-лейтенант австрійської армії (1850). Інспектор морських військ і флоту у 1865—1868 роках. Кавалер кількох орденів.
Від 1853 року володів палацом Гернштайн у Нижній Австрії, який за його наказом був перебудований у стилі англійської неоготики. Мешкав там від 1868 року до кінця життя.

## Біографія

### Ранні роки
Народився 6 червня 1823 року у Мілані. Був третьою дитиною та старшим сином у родині віцекороля Ломбардо-Венеційського королівства Райнера Йозефа Австрійського та його дружини Єлизавети Савойської. Мав старших сестер Марію Кароліну й Адельгейду. Згодом сімейство поповнилося п'ятьма молодшими синами: Ернстом, Сигізмундом, Райнером Фердинандом, Генріхом і Максиміліаном, який прожив лише дев'ять років.

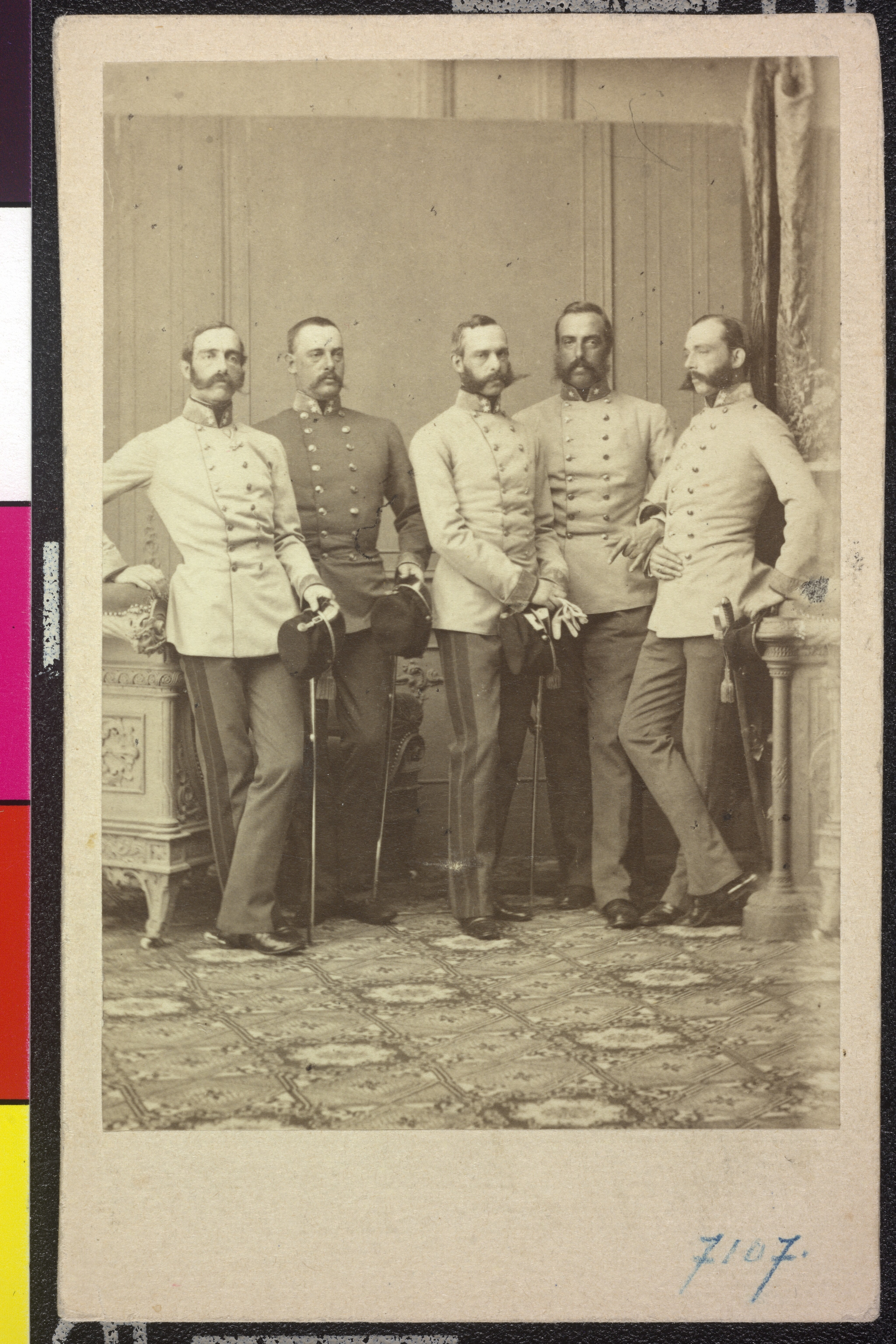
Ерцгерцог Леопольд з братами, світлина близько 1860

Основною резиденцією сім'ї був королівський палац у Мілані. Літній час проводили на віллі у Монці, де батько віддавався пристрасті до ботаніки. Навколо вілли був розбитий один із найбільших в Європі парків з сільськогосподарськими угіддями, розарієм, оранжереєю та фазанарієм. У 1840 році відкрилася залізниця, яка з'єднувала Мілан із резиденцією у Монці.  Також у віданні родини був замок Гернштайн неподалік Відня.
Ерцгерцог отримав чудову освіту. З раннього віку відзначався серйозністю та вдумливістю, полюбляв військові вправи, а також знайомство з технічними науками.

### На службі
Леопольд зробив військову кар'єру. 15 червня 1835 року був призначений полковником і шефом 53-го піхотного полку. Десять років потому був направлений у 5-й гусарський полк. 14 вересня 1846 року отримав чин генерал-майора.
Бойове хрещення мав 6 травня 1848 року, але особливо відзначився у 1849 році при взятті форту Мальгера, найважливішого наступального пункту супротивника. Ерцгерцог керував пересуванням інженерних військ, які в значній мірі допомогли перемозі австрійців.
25 вересня 1850 року Леопольд був призначений командуючим 4-м армійським корпусом та отримав чин фельдмаршала-лейтенанта.
У листопаді 1855 року став Генеральним технічним директором (нім. Generalgeniedirector) з інженерних питань у Верховному командуванні сухопутних військ. Діяльність на цій посаді направив на придбання та використання військово-технічних винаходів. За його ініціативою були проведені перші випробування мін, у тому числі морських, а також торпед. Так, у середині 1860-х у Австрії була створена торпеда Вайтгеда, яка згодом стала на озброєння. Також ерцгерцог впровадив розширену теоретичну підготовку офіцерів-інженерів і збільшив час навчання в інженерному училищі. У Відні він віддав розпорядження інженерним військам прорити тунелі для нового водопроводу.
В ході реорганізації війська,  8 грудня 1860 року ерцгерцог був призначений Генеральним технічним інспектором (нім. Generalgenieinspektor), а 21 жовтня 1862 року у його розпорядження перейшов 2-й інженерний полк.
У березні 1864 року імператор Франц Йозеф I відправив Леопольда до замку Мірамаре, аби умовити ерцгерцога Максиміліана, який готувався зайняти трон Мексики, підписати акт про зречення прав на австрійський престол. Кузени ніколи не були друзями, Максиміліан розглядав Леопольда як одного з ерцгерцогів, які виграють від його відмови від спадкових прав, тож відклав підписання «сімейного договору», як його називали, до візиту самого Франца Йозефа до Мірамаре 9 квітня 1864 року.
27 липня 1865 року Леопольд був призначений інспектором морських військ і флоту (нім. Inspektor der Marinetruppen und der Flotte). На цій посаді надавав особливого значення бойовій підготовці морського особового складу та чітко висловлював завдання флоту, чим сприяв створенню умов для морських перемог в ході війни 1866 року. Сам ерцгерцог під час австро-прусської війни отримав командування VIII австрійським корпусом. За словами професора Вавро, показав себе некомпетентним полководцем, який під час битви при Скаліці не віддав жодного наказу. Перед битвою при Кьоніґґреці його змінив на посаді командира корпусу генерал Йозеф Вебер.
4 січня 1867 року отримав чин генерала кінноти. У 1868 році після інсульту вийшов у відставку.

### У відставці

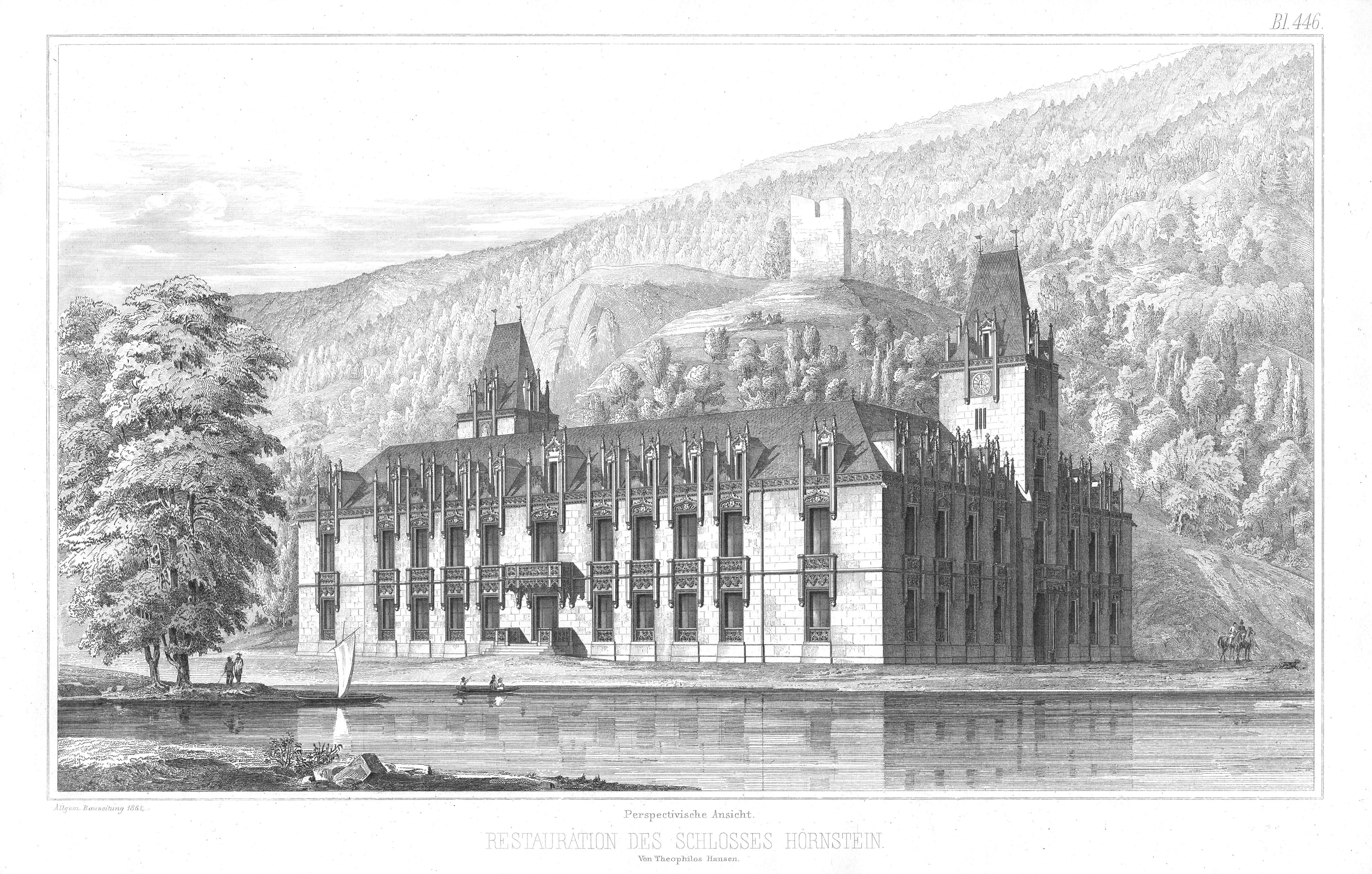
Замок Гернштайн

Після смерті батька у 1853 році успадкував замок Гернштайн у Нижній Австрії. Згідно бажання Леопольда, від 1855 року тривало розширення та перебудова будівлі у стилі англійської неоготики. Роботи велися під наглядом відомого архітектора Теофіла ван Гансена. В той час як реконструкція фасадів завершилася за два роки, оздоблення внутрішніх приміщень тривало до 1880 року.
Ерцгерцог проживав у замку від 1868 року до самої смерті, займаючись полюванням та збором рідкісних топографічних робіт. Одруженим не був і дітей не мав. Страждав на епілепсію, яка в молодшому віці серйозно не заважала несенню військової служби, але з часом його стан погіршувався. Після низки інсультів залишився прикутим до інвалідного візка. Помер 24 травня 1898 у віці 74 років. Був похований у крипті Фердинанда імператорського склепу Капуцинеркірхе у Відні.
Замок Гернштайн після його смерті перейшов до його брата Райнера, а згодом — до внучатого племінника Леопольда Сальватора.

## Нагороди
- Орден Золотого руна (Австрійська імперія) (1841);
- Орден Святого Губерта (Баварське королівство);
- Вищий орден Святого Благовіщення (Сардинське королівство);
- Орден Андрія Первозванного (Російська імперія);
- Орден Святого Олександра Невського (Російська імперія);
- Орден Білого Орла (Російська імперія);
- Орден Святої Анни 1-го ступеня (Російська імперія);
- Орден Чорного орла (Королівство Пруссія);
- Орден Червоного орла 1-го ступеня (Королівство Пруссія);
- Великий хрест Королівського гвельфського ордену (Ганноверське королівство);
- Орден Золотого лева (Велике герцогство Гессенське);
- Орден Людвіга (Велике герцогство Гессенське);
- Орден Святого Людовіка (Герцогство Парми та П'яченци);
- Костянтинівський орден Святого Георгія (Герцогство Парми та П'яченци).[8]